# Missionarie figlie del Cuore di Maria
Le missionarie figlie del Cuore di Maria (in spagnolo Misioneras Hijas del Corazón de María) sono un istituto religioso femminile di diritto pontificio: le suore di questa congregazione pospongono al loro nome la sigla M.C.

## Storia

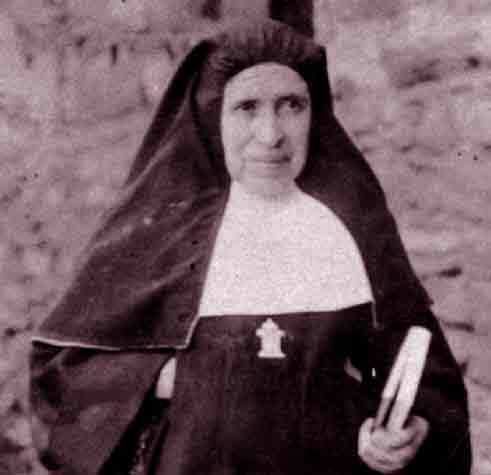
María Güell y Puig, fondatrice della congregazione

Le origini della congregazione risalgono alla compagnia di suore della carità che operava sotto la regola di san Vincenzo de' Paoli nell'ospedale di Cervera: sorta nel 1805, nel 1880 fu incorporata nella congregazione delle suore della Sacra Famiglia di Ana María Janer Anglarill, già superiora della comunità di Cervera.
Nel 1884 la casa di Cervera elesse superiora María Güell y Puig, che era entrata tra le suore della carità nel 1872, e sotto la sua guida l'unione della comunità di Cervera con la congregazione della Janer fu sciolta. Madre Güell y Puig estese l'apostolato delle sue suore all'assistenza domiciliare agli ammalati e si adoperò per la trasformazione della comunità in congregazione religiosa: i claretiani di Cervera redassero delle nuove costituzioni, approvate dal vescovo di Solsona il 14 settembre 1899.
La prima filiale fu aperta nel 1907 a Balaguer. Nel 1908 la Güell y Puig adottò per l'istituto il titolo di "suore della carità, figlie del Cuore Immacolato di Maria"; la denominazione "missionarie figlie del Cuore di Maria" fu scelta nel capitolo speciale del 1969.
L'istituto ricevette il pontificio decreto di lode il 4 maggio 1957 e le sue costituzioni furono approvate definitivamente l'11 giugno 1866.

## Attività e diffusione
Le suore si dedicano principalmente alla cura dei malati in ospedali, cliniche e a domicilio, ma anche al servizio in seminari e collegi religiosi e all'insegnamento.
Oltre che in Spagna, sono presenti in Italia, in Portogallo, in Brasile e in Perù; la sede generalizia è a Cervera.
Alla fine del 2008 la congregazione contava 228 religiose in 28 case.